# Curuçá
Curuçá is een gemeente in de Braziliaanse deelstaat Pará. De gemeente telt 36.748 inwoners (schatting 2009).

## Geografie

### Hydrografie
De gemeente ligt aan de rand van de monding van de rivier de Pará. De rivieren de Curuçá en Furo Maripanema monden uit in de Atlantische Oceaan. In de delta van deze rivieren liggen verschillende eilanden.

### Aangrenzende gemeenten
De gemeente grenst aan Marapanim, São João da Ponta en Terra Alta.